# Erberfeldt

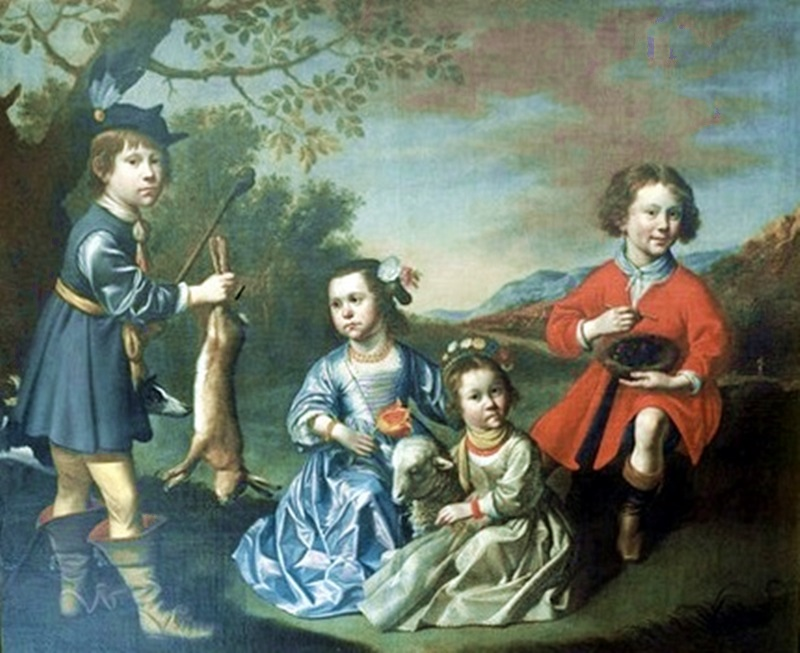
Die vier Kinder des Bremer Ratsapothekers d’Erberfeld, 1647, Focke-Museum, Bremen.

Erberfeldt, auch Erberfeld oder Erberveld, ist der Name einer Familie aus Köln.

## Geschichte
Der Apotheker Heinrich d’Erberfeld (* 1609; † 1679) stammte aus Köln. Er führte seit 1642 die Ratsapotheke am Bremer Marktplatz.
Der Künstler Simon Peter Tileman porträtierte um 1646 ihn und auf einem zweiten Bild als Pendant seine Frau Gertrud Hack. Er malte um 1647 auch das Bild Die vier Kinder des Bremer Ratsapothekers d’Erberfeld.
Das Bild der Kinder stellt den ältesten Jungen mit einem erlegten Hasen dar, sein Bruder füttert einige Vogelküken, die Schwestern spielen mit einem Lämmchen. Die Tiere stellen Metaphern für Eigenschaften dar, die bei den Heranwachsenden zu entwickeln oder auch zu bekämpfen sein sollten, und unterstreichen auch einen Anspruch an die gesellschaftliche Stellung.
Philip (* 14. Dezember 1639 in Wesel; † 1709) wurde später Jurist in Duisburg und Köln. Am 27. und 28. Oktober 1668 heiratete er in der Unser Lieben Frauen-Gemeinde in Bremen Maria Wouters († 24. März 1697). Sie hatten neun Kinder. Sein ältester Sohn war Philipp d’Erberfeld (26. Oktober 1672 in Keulen; 17. Januar 1728 in Bremen). Dessen Sohn Philip Anthony D’Erberfeld(t) (* 1706) wurde später der Resident des preußischen Königs in Amsterdam.
Eine der beiden Töchter heiratete Wilhelm von Bentheim aus der Familie der zu Ratsherren aufgestiegenen Nachkommen des Rathausbaumeisters Lüder von Bentheim.
Heinrich (* 5. Juni 1641; † 21. April 1680) wurde Arzt und heiratete Helena aus der Bremer Ratsfamilie der Meinertzhagen.